# Marion Brown
Marion Brown (ur. 8 września 1931 w Atlancie, zm. 18 października 2010 w Fort Lauderdale) – amerykański saksofonista i kompozytor jazzowy, pamiętany głównie jako jeden z przedstawicieli jazzu awangardowego lat 60. i 70. XX wieku, etnomuzykolog.

## Dyskografia
Opracowano na podstawie materiału źródłowego.

### Jako lider
- Marion Brown Quartet (ESP-Disk, 1965)
- Why Not? (ESP-Disk, 1966)
- Juba-Lee (Fontana, 1966)
- Three for Shepp (Impulse!, 1966)
- Porto Novo (Polydor, 1967)
- Gesprächsfetzen (z Gunterem Hampelem)  (Calig, 1968)
- Le temps fou (Polydor, 1968)
- Marion Brown in Sommerhausen (Calig, 1969)
- Afternoon of a Georgia Faun (ECM, 1970)
- Duets (Freedom, 1973)
- Geechee Recollections (Impulse!, 1973)
- Sweet Earth Flying (Impulse!, 1974)
- Vista (Impulse!, 1975)
- Avofofora (Discomate, 1976)
- La Placita/Live in Willisau (Timeless Muse, 1977)
- Solo Saxophone (Sweet Earth, 1977)
- Zenzile Featuring Marion Brown (Baystate, 1977)
- Reeds 'n Vibes (z Gunterem Hampelem) (Improvising Artists, 1978)
- Passion Flower (Baystate, 1978)
- Soul Eyes (Baystate, 1979)
- November Cotton Flower (Baystate, 1979)
- Back To Paris (Freelance Records, 1980)
- Gemini (Birth, 1983)
- Recollections (Creative Works, 1985)
- Songs of Love and Regret (z Malem Waldronem) (Freelance, 1985)
- Much More (z Malem Waldronem) (Freelance, 1988)
- Native Land (ITM, 1990)

### Jako sideman
Harold Budd:
- The Pavilion of Dreams (Editions EG, 1976)

John Coltrane:
- Ascension (Impulse!, 1965)

Stanley Cowell:
- Regeneration (Strata-East, 1975)

Archie Shepp:
- Fire Music (Impulse!, 1965)
- Attica Blues (Impulse!, 1972)